# 陳海峰
陳 海峰（ちん かいほう、チェン・ハイフォン、Chen HaiFeng,1979年4月27日）は中華人民共和国出身の元野球選手。ポジションは投手。右投右打。上海ゴールデンイーグルスに所属していた。
130キロ台の速球とスライダーが武器の本格派投手。